# Nicholas Goodrick-Clarke
Nicholas Goodrick-Clarke  (Lincoln (Anglia), 1953. január 15. – 2012. augusztus 29.) angol történész, író, aki kiemelkedőt alkotott a nemzetiszocializmus okkult ideológiai hátterének kutatásában és publikálásában. Jelentős munkája e téren az 1985-ben kiadott The Occult Roots of Nazism(en) ("A nácizmus okkult gyökerei").

## Tanulmányai
Goodrick-Clarke az egyesült királyságbeli Lincolnban született 1953. január 15-én. A Lancing College középiskolai bentlakásos kollégium ösztöndíjasa volt, a Bristoli Egyetemen német nyelvet, politológiát és filozófiát tanult, ahol kitüntetést is kapott. Az oxfordi "St Edmund Hall" kollégiumában doktori fokozatot szerzett, disszertációjának témája az okkultizmus modernkori újjáéledése és a XIX. század végi teozófia volt.

## Pályafutása
Az oxfordi disszertáció volt az alapja leghíresebb könyvének, a "The Occult Roots of Nazism"-nak, melyet 1985-ös első megjelenése óta 12 nyelvre fordítottak le.
Goodrick-Clarke változatos pályafutása során volt tanár, bankár és sikeres adománygyűjtő. 2002-ben kutatói ösztöndíjat nyert a walesi Lampeter Egyetemen a nyugati ezotéria terén, 2005-ben állást kapott az Exeteri Egyetem Történettudományi Tagozatán. Professzorként és az "Exeter Centre for the Study of Esotericism" (EXESESO) igazgatójaként sikeres egyetemi (MA) távoktatási kurzust hozott létre.
Goodrick-Clarke 1983-ban Londonban az egyik alapítója volt a "The Society" nevű informális, az ezotéria hivatásos és amatőr kutatókból, tudósokból álló társaságnak. Alapító tagja volt továbbá az European Society for the Study of Western Esotericism (ESSWE), valamint az "Association for the Study of Esotericism" (ASE) nevű szervezeteknek.

## Halála
Goodrick-Clarke 2012. augusztus 29-én bekövetkezett haláláig igazgatója volt az EXESESO-nak.

## Művei

### Önálló művei
- The Occult Roots of Nazism: The Ariosophists of Austria and Germany, 1890–1935, ...1985 – ISBN 0-85030-402-4
- Enchanted City – Arthur Machen and Locality: Scenes from His Early London Years, 1880–85, ... 1987 – ISBN 0-948482-03-6
- The Western Esoteric Traditions: A Historical Introduction ... 1988 – ISBN 0-19-532099-9
- Hitler's Priestess: Savitri Devi, the Hindu-Aryan Myth and Neo-Nazism, ...1998–2000 – ISBN 0-8147-3111-2
- Unknown Sources: National Socialism and the Occult, társszerző: Hans Thomas Hakl – ISBN 1-55818-470-8
- Black Sun: Aryan Cults, Esoteric Nazism, and the Politics of Identity, ...2002 – ISBN 0-8147-3155-4
- Helena Blavatsky, szerkesztette és bevezetőjét írta: Goodrick-Clarke, ...2004 – ISBN 1-55643-457-X
- G.R.S. Mead and the Gnostic Quest, szerkesztette és bevezetőjét írta: Clare Goodrick-Clarke és Nicholas Goodrick-Clarke, 2005 – ISBN 1-55643-572-X

### Közreműködések
- Handbook of the Theosophical Current, 2013 ISBN 978-90-04-23596-0
- Constructing Tradition: Means and Myths of Transmission in Western Esotericism, 2010 ISBN 978-90-04-19114-3
- Emanuel Swedenborg: Visionary Savant in the Age of Reason írta: Ernst Benz, fordította és bevezetőjét írta: Goodrick-Clarke – ISBN 0-87785-195-6 .
- Paracelsus: Essential Readings, szerkesztette: Goodrick-Clarke – ISBN 1-55643-316-6 .
- Swedenborg and New Paradigm Science by Ursula Groll, translated by Goodrick-Clarke – ISBN 0-87785-303-7 .
- The Rosicrucian Enlightenment Revisited, 1999 – ISBN 0-940262-84-3
- Decadence and Innovation: Austro-Hungarian Life and Art at the Turn of the Century, 1989 ISBN 0-297-79559-7
- Dreamer of the Day: Francis Parker Yockey and the Postwar Fascist International írta: Kevin Coogan, előszó: Goodrick-Clarke, Autonomedia, Brooklyn, NY 1998 – ISBN 1-57027-039-2 .
- Rudolf Steiner írta: Rudolf Steiner, szerkesztette: Richard Seddon, előszó: Nicholas Goodrick-Clarke, kiadó: North Atlantic Books ISBN 1556434901 ISBN 9781556434907

## Magyarul
- A nácizmus okkult gyökerei; ford. Vinczvári László; Nemzetek Európája, Bp., 2003

## Fordítás
- Ez a szócikk részben vagy egészben  a   Nicholas Goodrick-Clarke című angol Wikipédia-szócikk fordításán alapul.  Az eredeti cikk szerkesztőit annak laptörténete sorolja fel. Ez a jelzés csupán a megfogalmazás eredetét és a szerzői jogokat jelzi, nem szolgál a cikkben szereplő információk forrásmegjelöléseként.